# Liste der Ober- und Mittelzentren in Baden-Württemberg
Die Liste der Ober- und Mittelzentren in Baden-Württemberg listet alle Oberzentren, Mittelzentren und Mittelzentren mit oberzentralen Teilfunktionen in Baden-Württemberg auf. Grundlage ist der Landesentwicklungsplan Baden-Württemberg.
Die Einträge sind alphabetisch sortiert.

## Oberzentren
| Zentrum                                   | Landkreis                  | Regierungsbezirk |
| ----------------------------------------- | -------------------------- | ---------------- |
| Freiburg im Breisgau                      | Stadtkreis                 | Freiburg         |
| Friedrichshafen / Ravensburg / Weingarten | Bodenseekreis / Ravensburg | Tübingen         |
| Heidelberg                                | Stadtkreis                 | Karlsruhe        |
| Heilbronn                                 | Stadtkreis                 | Stuttgart        |
| Karlsruhe                                 | Stadtkreis                 | Karlsruhe        |
| Konstanz                                  | Konstanz                   | Freiburg         |
| Lörrach / Weil am Rhein                   | Lörrach                    | Freiburg         |
| Mannheim (/ Ludwigshafen am Rhein)        | Stadtkreis                 | Karlsruhe        |
| Offenburg                                 | Ortenaukreis               | Freiburg         |
| Pforzheim                                 | Stadtkreis                 | Karlsruhe        |
| Reutlingen / Tübingen                     | Reutlingen/Tübingen        | Tübingen         |
| Stuttgart                                 | Stadtkreis                 | Stuttgart        |
| Ulm (/ Neu-Ulm)                           | Stadtkreis                 | Tübingen         |
| Villingen-Schwenningen                    | Schwarzwald-Baar-Kreis     | Freiburg         |

Für die Region Ostwürttemberg wurde kein Oberzentrum ausgewiesen. In dieser decken die Mittelzentren Aalen, Ellwangen, Heidenheim an der Brenz sowie Schwäbisch Gmünd die Funktion eines Oberzentrums gemeinsam ab.

## Mittelzentren mit oberzentralen Teilfunktionen
| Zentrum     | Landkreis  | Regierungsbezirk |
| ----------- | ---------- | ---------------- |
| Baden-Baden | Stadtkreis | Karlsruhe        |

## Mittelzentren
| Zentrum                             | Landkreis                | Regierungsbezirk |
| ----------------------------------- | ------------------------ | ---------------- |
| Aalen                               | Ostalbkreis              | Stuttgart        |
| Achern                              | Ortenaukreis             | Freiburg         |
| Albstadt                            | Zollernalbkreis          | Tübingen         |
| Backnang                            | Rems-Murr-Kreis          | Stuttgart        |
| Bad Krozingen / Staufen im Breisgau | Breisgau-Hochschwarzwald | Freiburg         |
| Bad Mergentheim                     | Main-Tauber-Kreis        | Stuttgart        |
| Bad Säckingen                       | Waldshut                 | Freiburg         |
| Bad Saulgau                         | Sigmaringen              | Tübingen         |
| Bad Waldsee                         | Ravensburg               | Tübingen         |
| Bad Wildbad                         | Calw                     | Karlsruhe        |
| Balingen                            | Zollernalbkreis          | Tübingen         |
| Biberach an der Riß                 | Biberach                 | Tübingen         |
| Bietigheim-Bissingen / Besigheim    | Ludwigsburg              | Stuttgart        |
| Blaubeuren / Laichingen             | Alb-Donau-Kreis          | Tübingen         |
| Böblingen / Sindelfingen            | Böblingen                | Stuttgart        |
| Breisach am Rhein                   | Breisgau-Hochschwarzwald | Freiburg         |
| Bretten                             | Karlsruhe                | Karlsruhe        |
| Bruchsal                            | Karlsruhe                | Karlsruhe        |
| Buchen (Odenwald)                   | Neckar-Odenwald-Kreis    | Karlsruhe        |
| Bühl                                | Rastatt                  | Karlsruhe        |
| Calw                                | Calw                     | Karlsruhe        |
| Crailsheim                          | Schwäbisch Hall          | Stuttgart        |
| Donaueschingen                      | Schwarzwald-Baar-Kreis   | Freiburg         |
| Eberbach                            | Rhein-Neckar-Kreis       | Karlsruhe        |
| Ehingen (Donau)                     | Alb-Donau-Kreis          | Tübingen         |
| Ellwangen (Jagst)                   | Ostalbkreis              | Stuttgart        |
| Emmendingen                         | Emmendingen              | Freiburg         |
| Esslingen am Neckar                 | Esslingen                | Stuttgart        |
| Ettlingen                           | Karlsruhe                | Karlsruhe        |
| Freudenstadt                        | Freudenstadt             | Karlsruhe        |
| Gaggenau / Gernsbach                | Rastatt                  | Karlsruhe        |
| Geislingen an der Steige            | Göppingen                | Stuttgart        |
| Göppingen                           | Göppingen                | Stuttgart        |
| Haslach / Hausach / Wolfach         | Ortenaukreis             | Freiburg         |
| Hechingen                           | Zollernalbkreis          | Tübingen         |
| Heidenheim an der Brenz             | Heidenheim               | Stuttgart        |
| Herrenberg                          | Böblingen                | Stuttgart        |
| Horb am Neckar                      | Freudenstadt             | Karlsruhe        |
| Kehl                                | Ortenaukreis             | Freiburg         |
| Kirchheim unter Teck                | Esslingen                | Stuttgart        |
| Künzelsau                           | Hohenlohekreis           | Stuttgart        |
| Lahr/Schwarzwald                    | Ortenaukreis             | Freiburg         |
| Laupheim                            | Biberach                 | Tübingen         |
| Leonberg                            | Böblingen                | Stuttgart        |
| Leutkirch im Allgäu                 | Ravensburg               | Tübingen         |
| Ludwigsburg / Kornwestheim          | Ludwigsburg              | Stuttgart        |
| Metzingen                           | Reutlingen               | Tübingen         |
| Mosbach                             | Neckar-Odenwald-Kreis    | Karlsruhe        |
| Mühlacker                           | Enzkreis                 | Karlsruhe        |
| Müllheim im Markgräflerland         | Breisgau-Hochschwarzwald | Freiburg         |
| Münsingen                           | Reutlingen               | Tübingen         |
| Nagold                              | Calw                     | Karlsruhe        |
| Neckarsulm                          | Heilbronn                | Stuttgart        |
| Nürtingen                           | Esslingen                | Stuttgart        |
| Öhringen                            | Hohenlohekreis           | Stuttgart        |
| Pfullendorf                         | Sigmaringen              | Tübingen         |
| Radolfzell am Bodensee              | Konstanz                 | Freiburg         |
| Rastatt                             | Rastatt                  | Karlsruhe        |
| Rheinfelden (Baden)                 | Lörrach                  | Freiburg         |
| Riedlingen                          | Biberach                 | Tübingen         |
| Rottenburg am Neckar                | Tübingen                 | Tübingen         |
| Rottweil                            | Rottweil                 | Freiburg         |
| Schopfheim                          | Lörrach                  | Freiburg         |
| Schorndorf                          | Rems-Murr-Kreis          | Stuttgart        |
| Schramberg                          | Rottweil                 | Freiburg         |
| Schwäbisch Gmünd                    | Ostalbkreis              | Stuttgart        |
| Schwäbisch Hall                     | Schwäbisch Hall          | Stuttgart        |
| Schwetzingen                        | Rhein-Neckar-Kreis       | Karlsruhe        |
| Sigmaringen                         | Sigmaringen              | Tübingen         |
| Singen (Hohentwiel)                 | Konstanz                 | Freiburg         |
| Sinsheim                            | Rhein-Neckar-Kreis       | Karlsruhe        |
| Stockach                            | Konstanz                 | Freiburg         |
| Tauberbischofsheim                  | Main-Tauber-Kreis        | Stuttgart        |
| Titisee-Neustadt                    | Breisgau-Hochschwarzwald | Freiburg         |
| Tuttlingen                          | Tuttlingen               | Freiburg         |
| Überlingen                          | Bodenseekreis            | Tübingen         |
| Vaihingen an der Enz                | Ludwigsburg              | Stuttgart        |
| Waiblingen / Fellbach               | Rems-Murr-Kreis          | Stuttgart        |
| Waldkirch                           | Emmendingen              | Freiburg         |
| Waldshut-Tiengen                    | Waldshut                 | Freiburg         |
| Wangen im Allgäu                    | Ravensburg               | Tübingen         |
| Weinheim                            | Rhein-Neckar-Kreis       | Karlsruhe        |
| Wertheim                            | Main-Tauber-Kreis        | Stuttgart        |
| Wiesloch / Walldorf                 | Rhein-Neckar-Kreis       | Karlsruhe        |